# دالیچ
latitudeدالیچlongitudeدالیچ
دالیچ (به انگلیسی: Dulwich) (‎/ˈdʌl[invalid input: 'ɨ']tʃ/‎ DULL-itch) یک ناحیه در بریتانیا است که در منطقه سات‌ارک لندن واقع شده‌است.

## نگارخانه

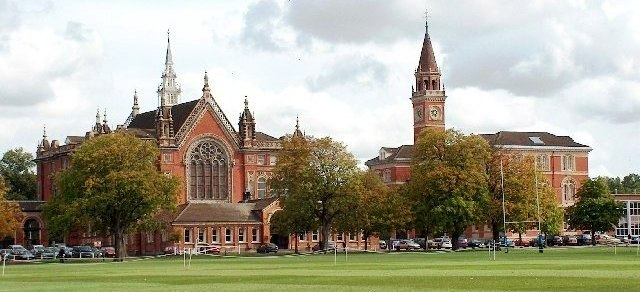
کالج دالیتچ
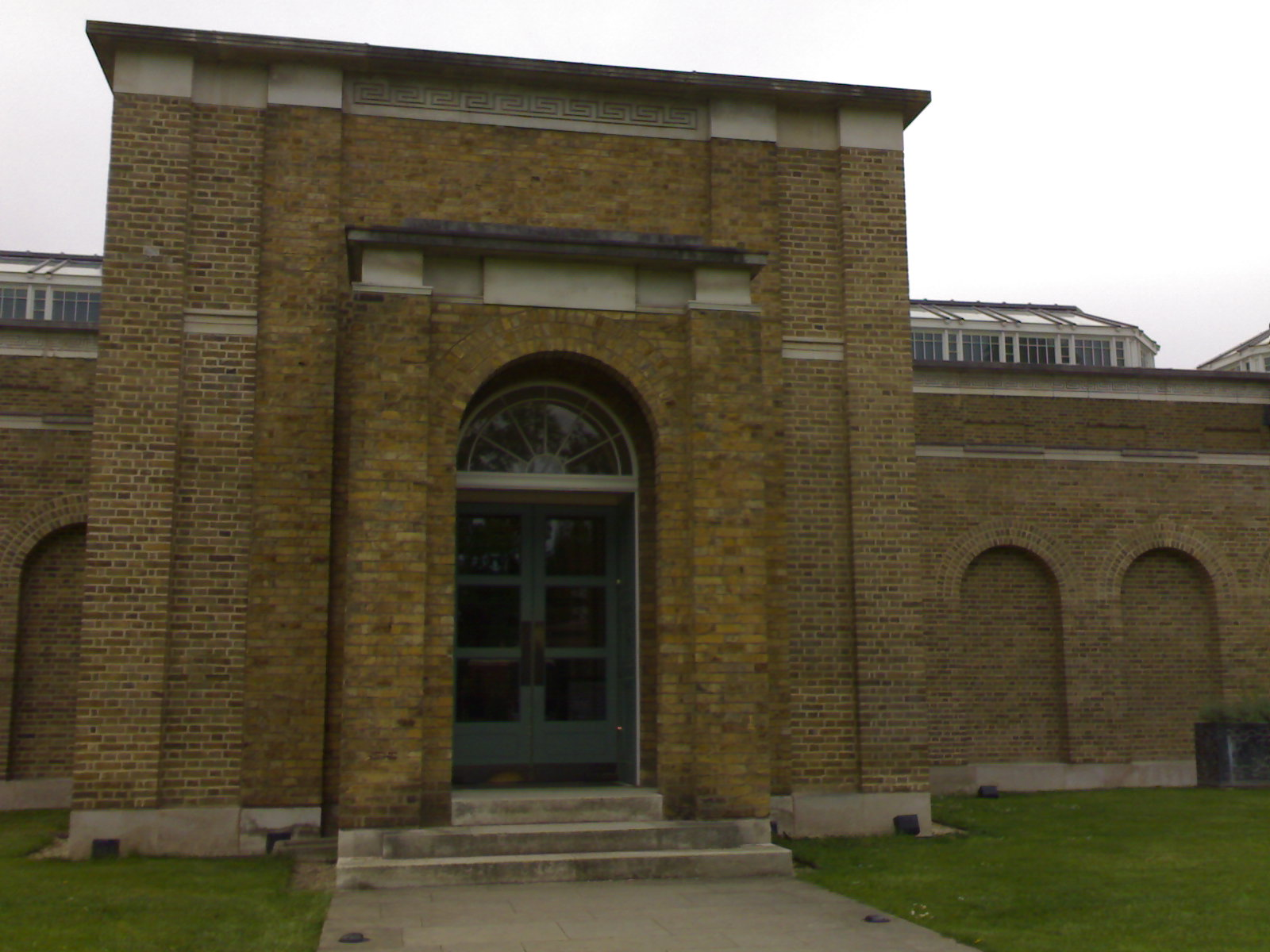
نگارخانه دالیتچ